# アンダー・アタック
「アンダー・アタック」（Under Attack）は、1982年にリリースされた、スウェーデンの音楽グループABBAの楽曲である。

## 概要
この曲は、ABBAにとって通算28枚目のシングルであり、ベスト・アルバム『The Singles: The First Ten Years』に新曲として収録された。
同年8月2日から4日の間にストックホルムのポーラー・スタジオでレコーディングが行われ、アグネッタ・フォルツコグがリードボーカルをとっている。
同年12月11日、BBCの『レイト・レイト・ブレックファスト・ショー』に出演して本曲を披露、これがグループ全員が揃ってパフォーマンスした最後となった。
ローリング・ストーンが選ぶ「最も素晴らしいABBAの曲」のランキングでは23位に選ばれた。

## チャート
| チャート (1982–1983)                            | 最高 順位 |
| ----------------------------------------------- | --------- |
| アルゼンチン                                    | 9         |
| オーストラリア (ケント・ミュージック・レポート) | 96        |
| オーストリア (Hitradio Ö3)                      | 16        |
| ベルギー (Ultratop 50 Flanders)                 | 2         |
| フィンランド (スオメン・ヴィラリネン・リスタ)   | 8         |
| フランス (IFOP)                                 | 62        |
| アイルランド (IRMA)                             | 11        |
| オランダ (Dutch Top 40)                         | 5         |
| オランダ (Single Top 100)                       | 7         |
| スペイン (AFYVE)                                | 19        |
| UK シングルス (OCC)                             | 26        |
| 西ドイツ (GfK Entertainment charts)             | 22        |